# Vitória do Mearim (ort)
Vitória do Mearim är en ort i Brasilien.   Den ligger i kommunen Vitória do Mearim och delstaten Maranhão, i den nordöstra delen av landet, 1 400 km norr om huvudstaden Brasília. Vitória do Mearim ligger 15 meter över havet och antalet invånare är 15 775.
Terrängen runt Vitória do Mearim är mycket platt. Närmaste större samhälle är Arari, 10,1 km öster om Vitória do Mearim.
Omgivningarna runt Vitória do Mearim är huvudsakligen savann. Runt Vitória do Mearim är det ganska glesbefolkat, med 43 invånare per kvadratkilometer.